# Stan Van Gundy
Stanley Alan Van Gundy (* 26. August 1959 in Indio, Kalifornien) ist ein US-amerikanischer Basketballtrainer, der zuletzt als Head Coach bei den New Orleans Pelicans in der NBA unter Vertrag stand. Zuvor war er als Coach der Detroit Pistons, Orlando Magic und Miami Heat tätig. Er ist der ältere Bruder von Jeff Van Gundy, der unter anderem die New York Knicks und die Houston Rockets trainierte. Wie dieser ist er als Color Commentator (Basketballsachverständiger) für landesweite TV-Ausstrahlungen tätig, aber bei einem anderen Sender.
In seiner NBA-Karriere bestritt Stan Van Gundy bisher 963 Spiele als Trainer; er konnte 548 davon gewinnen und verlor 415 (Stand: 18. April 2021).

## Trainerkarriere

### College
Van Gundy begann seine Trainer-Karriere im Jahre 1987 als Assistenztrainer des Canisius Colleges und 1988, ebenfalls als Assistenztrainer, an der Fordham University. Danach wurde er Head Coach am Castleton State College und führte das Team zu einer Bilanz von 68:18 Siegen. Damit brach er schon in seiner ersten Saison als Trainer des Teams den Schulrekord. Später wurde er dann Cheftrainer an der University of Massachusetts Lowell. 1994 löste er dann Stu Jackson als Trainer der University of Wisconsin–Madison ab. In seiner achtjährigen Laufbahn als College-Trainer verbuchte er eine Bilanz von 135:92 Siegen.

### NBA

#### Miami Heat
1995 wurde er der Assistent von Pat Riley bei den Miami Heat. Als Riley jedoch in der Saison 2003/04 nicht mehr Trainer, sondern nur noch Präsident der Miami Heat sein wollte, übernahm Van Gundy das Team. Er schloss die Saison mit 42 Siegen ab. Viele der Siege konnte er vor allem am Ende der Saison verbuchen. Er sorgte für eine Überraschung, als Miami sogar die 2. Runde der Playoffs in der gleichen Saison erreichen konnte. In der Offseason 2004 tradeten die Los Angeles Lakers Shaquille O’Neal nach Miami, sodass das Team die darauffolgende Saison mit 59 Siegen abschließen konnten. Damit führten sie die Eastern Conference an. Van Gundy durfte sogar als erster Heat-Trainer überhaupt das All-Star-Team coachen. Nach der 3:4-Eastern-Conference-Final-Niederlage 2005 und weiteren vereinsinternen Problemen wurde Van Gundy am 12. Dezember 2005 entlassen.

#### Orlando Magic

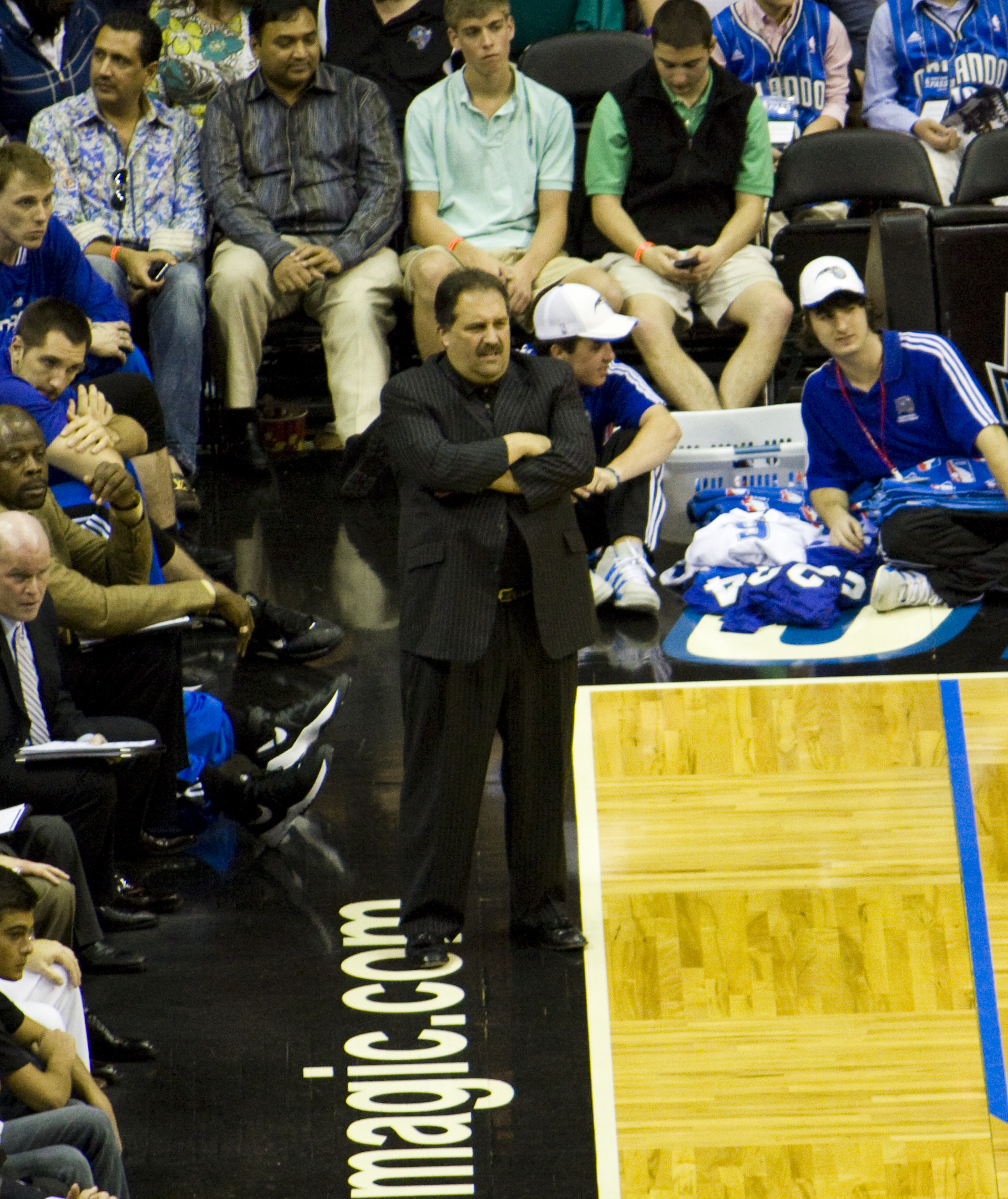
Van Gundy als Trainer der Orlando Magic (2010)

Kandidaten für Van Gundy waren die Orlando Magic und die Sacramento Kings. Am 5. Juni 2007 unterschrieb er schließlich bei den Magic. Seine erste Saison in Orlando schloss er mit einer 52:30-Siege-Bilanz ab. In der ersten Runde der Playoffs konnte er sogar die Toronto Raptors 4:1 bezwingen, verlor jedoch in der 2. Runde 4:1 gegen die Detroit Pistons. Im Folgejahr schlossen die Magic unter Van Gundy die reguläre Saison mit 59 Siegen und einer weiteren Play-off-Teilnahme ab. Nachdem man die Philadelphia 76ers 4:2 und die Boston Celtics 4:3 bezwungen hatte, konnten sich die Magic im Eastern Conference-Finale gegen die Cleveland Cavaliers mit 4:2 behaupten und wurden somit Eastern-Conference-Champions. In den Finals unterlagen Van Gundy und sein Team allerdings Phil Jackson und seinen Los Angeles Lakers 1:4. Für die Magic war Van Gundy bis 2012 an der Seitenlinie aktiv. Nachdem jedoch mehr und mehr Dissonanzen zwischen ihm und der Führung des Clubs auftraten wurde er nach der Saison 2011/12 entlassen.

#### Detroit Pistons
Zur Saison 2014/15 wurde Van Gundy als neuer Coach der Detroit Pistons vorgestellt. Dort erhielt er einen Vertrag bis 2019. Nach vier Jahren in Detroit, wo man unter anderem einmal den Einzug in die Playoffs schaffte, trennten die Pistons sich im Mai 2018 von ihrem Head Coach.

#### New Orleans Pelicans
Am 22. Oktober 2020 wurde Van Gundy, als erst siebter Coach der Franchise Historie, bei den New Orleans Pelicans vorgestellt. Nach einer enttäuschenden Saison 2020/21 und dem Verpassen der Playoffs, entließen die Pelicans Van Gundy am 16. Juni 2021.